# HD 142022
HD 142022 är en dubbelstjärna belägen i den mellersta delen av stjärnbilden Oktanten. Den har en skenbar magnitud av ca 7,70 och kräver åtminstone en stark handkikare eller ett mindre teleskop för att kunna observeras. Baserat på parallax enligt Gaia Data Release 2 på ca 29,1 mas, beräknas den befinna sig på ett avstånd på ca 112 ljusår (ca 34 parsek) från solen. Den rör sig närmare solen med en heliocentrisk radialhastighet på ca –9,6 km/s.

## Egenskaper
Primärstjärnan HD 142022 A är en gul till vit stjärna av spektralklass G9 IV-V, som anger att dess spektrum har blandade drag av huvudserie- och underjättestjärna. Den har en massa som är ungefär en solmassa, en radie som är ungefär en solradie och har ca 0,89 gånger solens utstrålning av energi från dess fotosfär vid en effektiv temperatur av ca 5 500 K.
Följeslagaren, HD 142022 B med beteckningen LTT 6384, av magnitud 11,19 är en röd stjärna i huvudserien av spektralklass M1 V. Den verkar vara gravitationellt bunden till primärstjärnan och paret har en vinkelseparation av 22 bågsekunder, vilket motsvarar en beräknad separation av ca 820 AE. Beräknad halv storaxel för deras omlopp är 1 033 AE. Den har en massa som är ca 0,6 solmassa, en radie som är ca 0,6 solradie och har ca 0,063 gånger solens utstrålning av energi från dess fotosfär vid en effektiv temperatur av ca 3 900 K.

## Planetsystem
År 2005 upptäcktes en exoplanet, HD 142022 Ab, som kretsar kring primärstjärnan.
| Planet | Massa    | Halv storaxel (AE) | Siderisk omloppstid (d) | Excentricitet | Inklination | Radie |
| ------ | -------- | ------------------ | ----------------------- | ------------- | ----------- | ----- |
| b      | ≥4,47 MJ | 2,93               | 1 928 ± 46              | 0,53 ± 0,20   | -           | -     |